# Владимировац
Владимировац је насељено место у општини Алибунар, у јужнобанатском округу, у Србији. Према попису из 2022. било је 3237 становника.
Владимировац је веће место од Алибунара, али није општински центар општине Алибунар.
Овде се налазе бунари у Владимировцу.

## Историја
Владимировац је основан маја месеца 1808, захваљујући колонизацији 121 породица Румуна из Шама (Жаму), 106 породица Румуна из Клоподија и неколико породица из Сурдука. Ново насеље, Петровосело, названо је по генералу Петру Дуки. Петровосело додељено је новоселској компанији, на банатској Војној граници Хабсбуршке Монархије, на територији немачко-банатске регименте са седиштем у Панчеву, између Банатског Новог Села и Алибунара. У наредним година, долази до нових насељавања у 1812-1813, 1823, али и касније.
Године 1811, Петровосело је имало 1564 становника, од којих је било 827 мушкараца и 737 жена. Захваљујући новом таласу колонизације и пораста наталитета, број становника узастопно расте током XIX века. Године 1868. родило се чак 269 деце и склопио се брак између 58 парова из Петровосела. На почетку XX веку, Владимировац је имао 6031 становника. У првим деценијама XX века, наталитет у Владимировцу опада, тако да је 1940 број становника следећи: 4351 Румуна, 372 Срба, 89 Рома, 44 Немаца, 7 Мађара, 1 Рус и 1 Белорус — укупно 4905 становника. У близини села су од 1921. насељавани добровољци, ратници са Солунског и Добруџанског фронта, њих 120 са породицама (до 1935).
У току два века историје, Владимировац мења своје име неколико пута. Назив Петровосело (или Петерсдорф) из 1808. године остаје до 1880. године када мења име у Torontal Petrovoszello, 1898. мења име у Роман-Петре, а 1911. мења име у Петре. Нова власт регата државе С. Х. С. враћа име места у Петрово Село, затим 1922. мења име у Владимировац, име које остаје. Румунско становништво зове ово место Петровосала.
Године 1843, имала је православна парохија 3936 верника и три пароха, а у школи два учитеља и 452 ђака. Садашња црква је подигнута 1859-1863. године. 8. децембра 1894. г. отворена је железничка станица за пругу Вршац – Ковин, а 26. августа 1896. г. за пругу према Панчеву.
На 4 км северозападно од села подиже се брежуљак Мошонда (Mosonda mare). Ту се простирало средњевековно насеље Максонд (Maxond), које се први пут помиње 1370. г. А 1385. је припадало Кевинском комитату. Масонд је био главно диштриктско место. Зна се да се једно насеље тога диштрикта звало Берча (Пиринча). Бугарском царевићу Фружину, који се богатством спасао, поклонио је краљ Сигмунд насеље Максонд. Године 1456, био је Максонд у поседу Јована Хуњадија. Касније је од турака разорен. По Максонду Банатска Пешчара била је названа Campus Maxons.
Овде је живела баба Анујка, серијски убица са краја 19. и почетка 20. века.

## Демографија
Према попису из 2002. било је 4111 становника (према попису из 1991. било је 4539 становника).
У насељу Владимировац живи 3188 пунолетних становника, а просечна старост становништва износи 39,5 година (38,2 код мушкараца и 40,8 код жена). У насељу има 1295 домаћинстава, а просечан број чланова по домаћинству је 3,17.
Становништво у овом насељу је нехомогено, уз релативну српску већину, а у последња четири пописа, примећен је пад броја становника.
|  |

| Демографија | Демографија | Демографија |
| Година      | Становника  | Становника  |
| ----------- | ----------- | ----------- |
| 1948.       | 5.261       |             |
| 1953.       | 5.294       |             |
| 1961.       | 5.519       |             |
| 1971.       | 5.335       |             |
| 1981.       | 5.106       |             |
| 1991.       | 4.539       | 4.292       |
| 2002.       | 4.111       | 4.528       |
| 2011.       | 3.868       |             |

| Етнички састав према попису из 2002.‍ | Етнички састав према попису из 2002.‍ | Етнички састав према попису из 2002.‍ | Етнички састав према попису из 2002.‍ | Етнички састав према попису из 2002.‍ |
| ------------------------------------ | ------------------------------------ | ------------------------------------ | ------------------------------------ | ------------------------------------ |
|                                      |                                      |                                      |                                      |                                      |
| Срби                                 | Срби                                 |                                      | 2.259                                | 54,95%                               |
| Румуни                               | Румуни                               |                                      | 1.424                                | 34,63%                               |
| Роми                                 | Роми                                 |                                      | 110                                  | 2,67%                                |
| Мађари                               | Мађари                               |                                      | 22                                   | 0,53%                                |
| Македонци                            | Македонци                            |                                      | 17                                   | 0,41%                                |
| Југословени                          | Југословени                          |                                      | 15                                   | 0,36%                                |
| Хрвати                               | Хрвати                               |                                      | 14                                   | 0,34%                                |
| Словаци                              | Словаци                              |                                      | 14                                   | 0,34%                                |
| Црногорци                            | Црногорци                            |                                      | 11                                   | 0,26%                                |
| Словенци                             | Словенци                             |                                      | 6                                    | 0,14%                                |
| Власи                                | Власи                                |                                      | 3                                    | 0,07%                                |
| Немци                                | Немци                                |                                      | 2                                    | 0,04%                                |
| Бугари                               | Бугари                               |                                      | 2                                    | 0,04%                                |
| Чеси                                 | Чеси                                 |                                      | 1                                    | 0,02%                                |
| Муслимани                            | Муслимани                            |                                      | 1                                    | 0,02%                                |
| Албанци                              | Албанци                              |                                      | 1                                    | 0,02%                                |
| непознато                            | непознато                            |                                      | 153                                  | 3,72%                                |

| \| \| м \| \| \| ж \| \| ? \| 14 \| \| \| 17 \| \| 80+ \| 33 \| \| \| 53 \| \| 75—79 \| 54 \| \| \| 105 \| \| 70—74 \| 75 \| \| \| 137 \| \| 65—69 \| 98 \| \| \| 123 \| \| 60—64 \| 120 \| \| \| 129 \| \| 55—59 \| 117 \| \| \| 124 \| \| 50—54 \| 154 \| \| \| 123 \| \| 45—49 \| 150 \| \| \| 150 \| \| 40—44 \| 130 \| \| \| 114 \| \| 35—39 \| 145 \| \| \| 132 \| \| 30—34 \| 151 \| \| \| 138 \| \| 25—29 \| 144 \| \| \| 139 \| \| 20—24 \| 119 \| \| \| 101 \| \| 15—19 \| 125 \| \| \| 118 \| \| 10—14 \| 135 \| \| \| 126 \| \| 5—9 \| 145 \| \| \| 148 \| \| 0—4 \| 102 \| \| \| 123 \| \| Просек : \| 38,2 \| \| \| 40,8 \| |      |  |  |      |
| |      |  |  |      |
| | м    |  |  | ж    |
| ? | 14   |  |  | 17   |
| 80+ | 33   |  |  | 53   |
| 75—79 | 54   |  |  | 105  |
| 70—74 | 75   |  |  | 137  |
| 65—69 | 98   |  |  | 123  |
| 60—64 | 120  |  |  | 129  |
| 55—59 | 117  |  |  | 124  |
| 50—54 | 154  |  |  | 123  |
| 45—49 | 150  |  |  | 150  |
| 40—44 | 130  |  |  | 114  |
| 35—39 | 145  |  |  | 132  |
| 30—34 | 151  |  |  | 138  |
| 25—29 | 144  |  |  | 139  |
| 20—24 | 119  |  |  | 101  |
| 15—19 | 125  |  |  | 118  |
| 10—14 | 135  |  |  | 126  |
| 5—9 | 145  |  |  | 148  |
| 0—4 | 102  |  |  | 123  |
| Просек : | 38,2 |  |  | 40,8 |

| Година пописа     | 1948. | 1953. | 1961. | 1971. | 1981. | 1991. | 2002. |
| ----------------- | ----- | ----- | ----- | ----- | ----- | ----- | ----- |
| Број домаћинстава | 1.443 | 1.401 | 1.559 | 1.481 | 1.456 | 1.361 | 1.295 |

| Број чланова      | 1   | 2   | 3   | 4   | 5   | 6   | 7  | 8  | 9 | 10 и више | Просек |
| ----------------- | --- | --- | --- | --- | --- | --- | -- | -- | - | --------- | ------ |
| Број домаћинстава | 273 | 285 | 198 | 257 | 132 | 102 | 24 | 17 | 5 | 2         | 3,17   |

| Пол    | Укупно | Неожењен/Неудата | Ожењен/Удата | Удовац/Удовица | Разведен/Разведена | Непознато |
| ------ | ------ | ---------------- | ------------ | -------------- | ------------------ | --------- |
| Мушки  | 1.629  | 441              | 1.046        | 92             | 36                 | 14        |
| Женски | 1.703  | 244              | 1.050        | 341            | 58                 | 10        |
| УКУПНО | 3.332  | 685              | 2.096        | 433            | 94                 | 24        |

| Пол    | Укупно                    | Пољопривреда, лов и шумарство | Рибарство                            | Вађење руде и камена | Прерађивачка индустрија       |
| ------ | ------------------------- | ----------------------------- | ------------------------------------ | -------------------- | ----------------------------- |
| Мушки  | 859                       | 391                           | 0                                    | 1                    | 177                           |
| Женски | 515                       | 240                           | 0                                    | 0                    | 87                            |
| Укупно | 1.374                     | 631                           | 0                                    | 1                    | 264                           |
|        |                           |                               |                                      |                      |                               |
| Пол    | Производња и снабдевање   | Грађевинарство                | Трговина                             | Хотели и ресторани   | Саобраћај, складиштење и везе |
| Мушки  | 14                        | 51                            | 26                                   | 10                   | 71                            |
| Женски | 1                         | 3                             | 52                                   | 6                    | 16                            |
| Укупно | 15                        | 54                            | 78                                   | 16                   | 87                            |
|        |                           |                               |                                      |                      |                               |
| Пол    | Финансијско посредовање   | Некретнине                    | Државна управа и одбрана             | Образовање           | Здравствени и социјални рад   |
| Мушки  | 12                        | 4                             | 22                                   | 15                   | 7                             |
| Женски | 8                         | 8                             | 12                                   | 32                   | 29                            |
| Укупно | 20                        | 12                            | 34                                   | 47                   | 36                            |
|        |                           |                               |                                      |                      |                               |
| Пол    | Остале услужне активности | Приватна домаћинства          | Екстериторијалне организације и тела | Непознато            | Непознато                     |
| Мушки  | 19                        | 0                             | 0                                    | 39                   | 39                            |
| Женски | 2                         | 1                             | 0                                    | 18                   | 18                            |
| Укупно | 21                        | 1                             | 0                                    | 57                   | 57                            |